# Ministero del lavoro, della salute e delle politiche sociali
Il Ministero del lavoro, della salute e delle politiche sociali era il dicastero del Governo italiano, avente funzioni in ambito lavorativo, sanitario, previdenziale e sociale.
Il Ministero, spesso impropriamente denominato "del Welfare", per le funzioni da esso svolte (il termine nel Regno Unito assume il significato di "aiuto sociale" ), era il risultato della fusione nel 2008 del Ministero del lavoro e della previdenza sociale, con il Ministero della salute e con il Ministero della solidarietà sociale.
Dal 13 dicembre 2009, data di entrata in vigore della legge 13 novembre 2009 n. 172, recante Istituzione del Ministero della  Salute e incremento del numero complessivo dei Sottosegretari di Stato, il dicastero è stato suddiviso nuovamente in due: Ministero del lavoro e delle politiche sociali e Ministero della salute.

## Storia
La configurazione del Ministero era dovuta al D. Lgs. 30 luglio 1999, n. 300, relativo alla riforma dell'organizzazione di governo, la cosiddetta Riforma Bassanini. Tale riforma, disposta dal Governo D'Alema II, prevedeva l'istituzione del Ministero del lavoro, della salute e delle politiche sociali, con l'accorpamento del Ministero del lavoro e della previdenza sociale, del Ministero della sanità e del Dipartimento per la solidarietà sociale, allora dipendente dalla Presidenza del Consiglio dei ministri, e che sarebbe dovuta entrare in vigore con la nuova legislatura nel 2001. Tuttavia, il Governo Berlusconi II, risultato vincitore delle elezioni del 2001, col D.L. 12 giugno 2001, n. 217 conv. nella legge 3 agosto 2001, n. 317, dispose lo scorporo della componente afferente alla salute dall'istituendo ministero, prevedendo il Ministero della salute, con conseguente modifica della denominazione del vecchio Ministero della Sanità, mentre le competenze residue vennero erette nel Ministero del lavoro e delle politiche sociali dal 2001 al 2006.
Dopo quegli anni coincidenti con la XIV Legislatura e i Governi Berlusconi II e III, il Ministero venne ulteriormente scorporato dal Governo Prodi II nel 2006, risultato vincitore delle elezioni, in due dicasteri: Ministero del lavoro e della previdenza sociale e Ministero della solidarietà sociale. Ma la proliferazione di dicasteri portò ben presto il Gabinetto Prodi a prevedere un accorpamento in 12 dicasteri secondo quanto previsto dalla versione originaria del D. Lgs. n. 300/1999, la Riforma Bassanini, disponendolo con la Legge Finanziaria 2007, la legge n. 244/2007, con l'art. 1, comma 376, ma che sarebbe entrato in vigore solo dalla nuova legislatura.
E proprio nel 2008, con la caduta del Governo Prodi II e la vittoria del PDL il Governo Berlusconi IV istituì nuovamente il Ministero del Lavoro, della Salute e delle Politiche Sociali, nella sua versione originale. Per dare coerenza alla stratificazione normativa che era intervenuta dal 1999 al 2008, con il Decreto legge 16 maggio 2008, n. 85, recante "Disposizioni urgenti per l'adeguamento delle strutture di Governo in applicazione dell'articolo 1, commi 376 e 377, della legge 24 dicembre 2007, n. 244", conv. in Legge 14 luglio 2008 n. 121, il Governo Berlusconi IV diede attuazione alla Finanziaria per il 2008, adeguandone le strutture di Governo mediante accorpamenti. Il Ministero, tra l'altro, accorpò varie funzioni, tra le quali quelle del Ministero della solidarietà sociale passato solo 2 anni prima al rango ministeriale, oltre al lavoro e alla previdenza, nonché la salute, con conseguente soppressione dell'allora Ministero della salute e del Ministero del lavoro e della previdenza sociale. Il Dipartimento per le politiche della famiglia, istituito col Governo Prodi II nel 2006, come Dipartimento della Presidenza del Consiglio dei ministri, venne riassorbito presso tale organizzazione.
Così come in altri dicasteri complessi, come ad esempio il Ministero dell'Economia e delle Finanze, o il Ministero dello Sviluppo Economico, particolare importanza assumevano i sottosegretari preposti, forniti di ampie deleghe.

## Funzioni
Le funzioni del dicastero erano indicate dall'art. 45 del D. Lgs. 30 luglio 1999, n. 300, recante "Riforma dell'organizzazione del Governo, a norma dell'articolo 11 della legge 15 marzo 1997, n. 59" che prevedeva le funzioni e i compiti spettanti allo Stato in materia di politiche sociali, con particolare riferimento alla prevenzione e riduzione delle condizioni di bisogno e disagio delle persone delle famiglie; politica del lavoro e sviluppo dell'occupazione; tutela del lavoro, politiche della salute; tutela dell'adeguatezza del sistema previdenziale.
Al Ministero vennero trasferite, anche le funzioni del Dipartimento per la solidarietà sociale, operante presso la Presidenza del Consiglio dei ministri, compresa quelle in materia di immigrazione, di vigilanza dei flussi di entrata dei lavoratori esteri non comunitari, dei neocomunitari, nonché i compiti di coordinamento delle politiche per l'integrazione degli stranieri immigrati.  Il Ministero esercitava le funzioni di vigilanza sull'Agenzia per la formazione e istruzione professionale.
Il dicastero esercitava le funzioni relative alla gestione integrata dei servizi socio-sanitari e della tutela dei diritti alla dignità della persona umana, alla salute ed al lavoro, di tutela della salute umana, coordinamento del sistema sanitario nazionale, sanità veterinaria, tutela della salute nei luoghi di lavoro, igiene e sicure degli alimenti. Era a capo del Servizio Sanitario Nazionale ed elaborava il Piano Sanitario Nazionale, il PSN, insieme agli organi di consulenza in materia sanitaria del Ministero: l'Istituto Superiore di Sanità, o ISS, il Consiglio Superiore di Sanità, o CSS, ecc. Esercitava la vigilanza sull'Agenzia per i Servizi Sanitari Regionali, o ASSR relativa al D. Lgs. 31 marzo 1998, n. 115, quale strumento di raccordo tra le Aziende Sanitarie Locali e lo Stato, in quanto competenza esclusiva delle Regioni ex art. 117 Costituzione.
Furono, invece, trasferiti alla Presidenza del Consiglio dei Ministri, con le inerenti risorse finanziarie, i compiti in materia di politiche antidroga, quelli in materia di Servizio civile nazionale di cui alla legge 8 luglio 1998, n. 230, alla legge 6 marzo 2001, n. 64, e al decreto legislativo 5 aprile 2002, n. 77. Il Presidente del Consiglio dei ministri esercita in via esclusiva le funzioni di indirizzo e vigilanza sull'Agenzia Nazionale Italiana per i Giovani del programma comunitario gioventù di cui all'articolo 5 del decreto-legge 27 dicembre 2006, n. 297, convertito, con modificazioni, dalla legge 23 febbraio 2007, n. 15, attraverso il Dipartimento della Gioventù.
Infine, si noti come un Ministero con funzioni simili sia presente nell'esecutivo del Giappone con la denominazione di Ministero del Lavoro, della Salute e del Welfare.

## Organizzazione
L'organizzazione del Ministero è stata sottoposta a profonda revisione per via dei vari accorpamenti. Il Ministero era organizzato in 4 dipartimenti:
- Dipartimento per le risorse umane, organizzazione, innovazione tecnologica e comunicazione;
- Dipartimento per le politiche del lavoro, previdenziali e sociali;
- Dipartimento per la promozione e la tutela della salute;
- Dipartimento per la veterinaria, la nutrizione, le attività formative ed internazionali.

Al vertice quali uffici di staff c'erano:
- il Ministro;
- il Sottosegretari di Stato;
- gli Uffici di diretta Collaborazione;
- il Segretariato Generale;
- Biblioteca;
- Nucleo di Valutazione della Spesa Previdenziale.

Erano strutture proprie del Ministero, le seguenti:
1. D.G. degli Ammortizzatori Sociali e Incentivi all'Occupazione;
2. D.G. del Mercato del Lavoro;
3. D.G. per l'Attività Ispettiva;
4. D.G. per le Politiche per l'Orientamento e la Formazione;
5. D.G. per le Politiche Previdenziali;
6. D.G. per l'Innovazione Tecnologica e la Comunicazione;
7. D.G. delle Risorse Umane e Affari Generali;
8. D.G. della Tutela delle Condizioni di Lavoro;
9. D.G. della Comunicazione;
10. D.G. per l'Inclusione e i Diritti Sociali e la Responsabilità Sociale delle Imprese (CSR);
11. D.G. per la Gestione del Fondo Nazionale per le Politiche Sociali e Monitoraggio della Spesa Sociale;
12. D.G. dell'Immigrazione;
13. D.G. per il Volontariato, l'Associazionismo e le Formazioni Sociali.

Dipartimento della Qualità. Suddiviso in 3 Direzioni Generali:
- DG Programmazione Sanitaria, Livelli di Assistenza e Principi Etici di Sistema;
- DG Risorse Umane e Professioni Sanitarie;
- DG Sistema Informativo.

Dipartimento dell'Innovazione. Suddiviso in 3 Direzioni Generali:
- DG Farmaci e Dispositivi Medici;
- DG Ricerca Scientifica e Tecnologica;
- DG Personale, Organizzazione e Bilancio.

Dipartimento Prevenzione e Comunicazione. Suddiviso in 3 Direzioni Generali:
- DG Prevenzione Sanitaria;
- DG Comunicazione e Relazioni Istituzionali;
- DG Rapporti con l'Unione Europea e Rapporti Internazionali.

Dipartimento per la sanità pubblica veterinaria, la nutrizione e la sicurezza degli alimenti. Suddiviso in 2 Direzioni Generali ed 1 Segretariato:
- DG Sanità Animale e Farmaco Veterinario;
- DG Sicurezza degli Alimenti e della Nutrizione;
- Segretariato nazionale della Valutazione del Rischio della Catena Alimentare.

## Uffici Periferici
Il dicastero a livello territoriale sovraintendeva ai seguenti uffici:
- le direzioni regionali del lavoro - DRL, sono la diramazione regionale del Ministero con sede nei capoluoghi regionali. Non sono presenti in Sicilia ed in Trentino-Alto Adige. Esse sono in numero di 18;
- le direzioni provinciali del lavoro - DPL, sono la diramazione provinciale del Ministero con sede nei capoluoghi di Provincia. Le DPL sono in numero di 93, e da esse dipendono gli ispettori del lavoro. Non sono presenti in Sicilia ed in Trentino-Alto Adige, in quanto funzioni proprie delle regioni, da cui gli uffici dipendono. Da notare che in Sicilia prendono il nome di ispettorati regionali della Regione Siciliana.
- gli uffici di sanità marittima, aerea e di frontiera - USMAF, sono gli uffici del Ministero situati nei maggiori porti ed aeroporti al fine di monitorare il rischio di malattie importate dall'estero; sono in numero di 12;
- gli Uffici veterinari per gli adempimenti degli obblighi comunitari curano l'assistenza tra autorità amministrative nazionali e comunitarie in materia di legislazione veterinaria e zootecnica, presenti in tutto il territorio nazionale, sono in numero di 17;
- i posti di ispezione frontaliera - PIF, sono gli uffici del dicastero che effettuano i controlli di frontiera in materia di sanità animale, sono in numero di 38;
- i servizi assistenza sanitaria naviganti - SASN, ossia uffici dipendenti dal Ministero che erogano l'assistenza sanitaria al personale in navigazione marittima o aerea: sono in numero di 27.

## Uffici di Collocamento della gente di mare
Dal Ministero del Lavoro, della Salute e delle Politiche Sociali, dipendevano funzionalmente gli uffici di collocamento della gente di mare, anche UCGM, ai sensi del DPR 18 aprile 2006, n. 231, emanato a norma dell'articolo 2, comma 4, del D. Lgs. 19 dicembre 2002, n. 297, incardinati tuttavia presso le Capitanerie di porto - Uffici della Guardia Costiera che dipendono dal Ministero delle Infrastrutture e dei Trasporti, già istituiti ai sensi dell'articolo 2 del regio decreto-legge 24 maggio 1925, n. 1031, abrogato dal predetto DPR n. 231/2006. Gli UCGM sono in numero di 29, suddivisi in 14 direzioni marittime, da cui dipendono gli uffici di collocamento.

## Comando carabinieri per la tutela della salute
Dal ministro del Lavoro, della Salute e delle Politiche Sociali, dipendeva funzionalmente il Comando carabinieri per la tutela della salute, già NAS, con un comando centrale, 3 comandi di gruppo tutela salute (Gruppi TS) e 35 nuclei anti-sofisticazioni (NAS), presenti in tutto il territorio nazionale.

## Comando carabinieri per la tutela del lavoro
Dal Ministro del Lavoro, della Salute e delle Politiche Sociali dipendeva funzionalmente anche il Comando carabinieri per la tutela del lavoro, con una presenza capillare in tutte le direzioni regionali e provinciali del lavoro, ed esattamente 101  nuclei ispettorato del lavoro presso le direzioni provinciali del lavoro - Servizio ispezione del lavoro, in ogni capoluogo di provincia.
In Sicilia è presente un Nucleo di Coordinamento Regionale della Regione Siciliana, che sovrintende all'attività dei 9 Nuclei presenti nell'isola, non essendo presenti le DPL o la DRL, mentre non vi è alcuna sezione in Trentino-Alto Adige. Tale assetto lo si deve alle forme di ampia autonomia di cui godono le predette Regioni a Statuto speciale.

## Ufficio della Consigliera Nazionale di Parità
Presso il Ministero del Lavoro, della Salute e delle Politiche Sociali era ubicato l'Ufficio della consigliera nazionale di parità, regolato dal Codice delle pari opportunità, di cui al D. Lgs. 11 aprile 2006, n. 198. L'Ufficio è funzionalmente autonomo, dotato del personale e delle strutture necessarie per lo svolgimento dei suoi compiti.
La consigliera era nominata d'intesa tra il ministro del Lavoro, della Salute e delle Politiche Sociali con il ministro per le Pari Opportunità.

## Enti vigilati
Il Ministero del Welfare poneva sotto la propria vigilanza gli enti previdenziali, in cui nomina componenti, revisori o eventualmente commissari. Essi sono:
- INPS, l'istituto di previdenza dei lavoratori del settore privato, quale ente generale;
- INAIL, l'ente di previdenza per gli infortuni sui luoghi di lavoro;
- INPDAP, l'istituto di previdenza dei lavoratori del settore pubblico;
- ENPALS, l'ente di previdenza per i soli lavoratori dello spettacolo;
- IPSEMA, l'ente di previdenza per i soli lavoratori marittimi;
- IPOST, l'ente di previdenza per i soli lavoratori dei settori postali e delle telecomunicazioni, cd. "postelegrafonici". Quest'ultimo, per alcuni aspetti è sottoposto alla vigilanza del Ministero dello sviluppo economico, già Ministero delle comunicazioni.

Inoltre, il Ministero vigilava sugli enti e fondazioni previdenziali di professionisti o lavoratori autonomi, riordinate ai sensi della legge delega 24 dicembre 1993 n. 537 e del d. Lgs. 30 giugno 1994 n. 509 di attuazione, relativi alla privatizzazione della loro organizzazione, mediante trasformazione in associazione o fondazione di diritto privato, in quanto la contribuzione non è in nessun modo a carico dello Stato ma solo degli associati. Essi sono:
- Cassa del notariato, l'ente di previdenza autonomo dei notai;
- Cassa nazionale previdenza e assistenza forense, l'ente di previdenza autonomo degli avvocati;
- INPGI, l'ente di previdenza per i soli giornalisti professionisti;
- Cassa italiana di previdenza ed assistenza dei geometri liberi professionisti, l'ente di previdenza autonomo dei geometri;
- Cassa nazionale di previdenza e assistenza a favore dei dottori commercialisti, l'ente di previdenza autonomo dei commercialisti;
- Inarcassa - Cassa nazionale di previdenza ed assistenza per gli ingegneri ed architetti liberi professionisti, l'ente di previdenza autonomo di ingegneri e architetti;
- Cassa nazionale di previdenza ed assistenza a favore dei ragionieri e periti commerciali, l'ente di previdenza autonomo dei ragionieri e periti commerciali;
- Enasarco - Ente nazionale di assistenza degli agenti e rappresentanti di commercio, l'ente di previdenza autonomo di agenti e rappresentanti di commercio;
- ENPACL - Ente nazionale di previdenza ed assistenza per i consulenti del lavoro, l'ente di previdenza autonomo dei consulenti del lavoro;
- ENPAF - Ente nazionale di previdenza ed assistenza farmacisti, l'ente di previdenza autonomo dei farmacisti;
- ENPAIA - Ente nazionale di previdenza per gli addetti e per gli impiegati in agricoltura, l'ente di previdenza autonomo dei soli impiegati agricoli;
- ENPAM - Ente nazionale di previdenza ed assistenza medici ed odontoiatri, la fondazione con compiti di previdenza per i medici e i dentisti;
- ENPAV - Ente nazionale di previdenza ed assistenza veterinari, l'ente associativo con personalità di diritto privato, con compiti di previdenza di tutti i veterinari;
- FASC - Fondo nazionale  di previdenza per i lavoratori delle imprese di spedizione, corrieri e delle agenzie marittime raccomandatarie e mediatori marittimi, la fondazione privata con compiti previdenziali per tutti gli agenti spedizionieri ed i corrieri, nonché per i lavoratori nell'ambito della mediazione marittima;
- ONAOSI - Opera nazionale assistenza orfani sanitari italiani, la fondazione privata di sostegno, formazione ed educazione di orfani figli di medici, odontoiatri, veterinari e farmacisti.

Infine, sempre nel settore previdenziale il dicastero vigilava sugli enti privati di previdenza obbligatoria di liberi professionisti, riformati dalla Legge 8 agosto 1995, n. 335, art. 2, comma 25, e del D.Lgs.10 febbraio 1996, n. 103. Essi sono:
- l'EPPI, l'Ente di previdenza dei periti industriali;
- l'ENPAB, l'Ente nazionale di previdenza e assistenza a favore dei biologi;
- l'ENPAP, l'Ente nazionale di previdenza ed assistenza per gli psicologi;
- l'EPAP, l'Ente di previdenza ed assistenza pluricategoriale per dottori agronomi, dottori forestali, attuari, chimici e geologi;
- l'ENPAPI, l'Ente di previdenza e assistenza in favore degli infermieri professionali, Assistenti Sanitari e Vigilatrici d'Infanzia.

Nell'ambito sanitario il dicastero vigilava su vari enti, ed organi di livello nazionale, in qualità di capofila del Servizio Sanitario Nazionale, o SSN, quali:
- il Consiglio Superiore  di Sanità, o CSS,  è l'organo consultivo tecnico-scientifico del Ministro. Istituito dal Regio editto da Re Carlo Alberto del 30 ottobre 1847, è tra i più antichi organi dello Stato. L'attuale organizzazione e funzionamento del Consiglio Superiore di Sanità sono regolati dal D. Lgs. 30 giugno 1993, n. 266 e dal DM 6 agosto 2003 n. 342, che prevedono cinque sezioni, le quali si occupano delle varie tematiche di natura sociale e sanitaria.
- l'Istituto Superiore di Sanità, o ISS, è organo tecnico-scientifico del Sistema sanitario nazionale. La sua organizzazione è regolata da D.L.vo 29 ottobre 1999, n.419. Ha funzioni di ricerca, sperimentazione, controllo, documentazione e formazione per quanto concerne la salute pubblica, ed è composto da laboratori di controllo e di ricerca;
- l'istituto superiore per la prevenzione e sicurezza del lavoro - ISPESL è l'ente pubblico che esercita, in materia di salute, funzioni e compiti tecnico-scientifici e di coordinamento tecnico. È organo tecnico-scientifico del Servizio Sanitario Nazionale ed è centro di riferimento nazionale di informazione, documentazione, ricerca, sperimentazione, controllo e formazione in materia di tutela della salute e della sicurezza e benessere nei luoghi di lavoro;
- l'Agenzia nazionale per i servizi sanitari regionali - AGENAS è un ente con personalità giuridica di diritto pubblico che svolge un ruolo di collegamento e di supporto decisionale del Ministero e le Regioni sulle strategie di sviluppo del Servizio sanitario nazionale;
- gli istituti di ricovero e cura a carattere scientifico - IRCCS sono istituti di ricovero e cura a carattere scientifico, ospedali di eccellenza che perseguono finalità di ricerca nel campo biomedico ed in quello della organizzazione e gestione dei servizi sanitari, sotto la vigilanza del Ministero;
- gli istituti zooprofilattici sperimentali - IZS sono enti sanitari di diritto pubblico dotati di autonomia gestionale ed amministrativa, che rappresentano lo strumento tecnico ed operativo del Servizio sanitario nazionale per quanto riguarda: la sanità animale, il controllo di salubrità e qualità degli alimenti di origine animale, l'igiene degli allevamenti ed il corretto rapporto tra insediamenti umani, animale ed ambientale. Sono 10 e raggruppano in ambito sovraregionale le competenze in materia;
- l'Agenzia italiana del farmaco - AIFA è organismo di diritto pubblico che opera sulla base degli indirizzi e della vigilanza del Ministero, in autonomia, trasparenza ed economicità, in raccordo con le Regioni, l'Istituto Superiore di Sanità, gli istituti di ricovero e cura a carattere scientifico, le associazioni dei pazienti, i medici e le società scientifiche, le imprese produttrici e distributrici di farmaci, al fine di definire gli standard.

Erano sottoposti alla vigilanza del Ministero del Lavoro, della Salute e delle Politiche Sociali anche:
- Italia Lavoro S.p.a., ente strumentale del Ministero per la promozione e per la gestione di azioni nel campo delle politiche del lavoro, dell'occupazione e dell'inclusione sociale;
- l'ISFOL, l'Istituto per lo sviluppo della formazione professionale dei lavoratori, quale ente pubblico di ricerca. L'istituto svolge e promuove attività di studio, ricerca, sperimentazione, documentazione, valutazione, informazione, consulenza e assistenza tecnica per lo sviluppo della formazione professionale, delle politiche sociali e del lavoro;
- l'Istituto per gli affari sociali - IAS, già denominato Istituto italiano di medicina sociale - IIMS, è un ente di diritto pubblico di ricerca e formazione sottoposto alla vigilanza esclusiva del Ministero. L'Istituto, che ha personalità giuridica e gode di autonomia scientifica, organizzativa, finanziaria, patrimoniale e contabile, svolge attività di ricerca, di consulenza strategica, di assistenza tecnica e di formazione in materia di politiche sociali, compreso l'ambito delle professioni e del lavoro nel campo sociale.

## Commissioni ed Organi Consultivi
Presso il Ministero avevano la sede alcuni organi consultivi, comitati e gruppi di lavoro: 
- Consulta nazionale sull'alcol e sui problemi alcol-correlati;
- Consulta per i problemi degli stranieri immigrati e delle loro famiglie;
- Consulta degli esperti e degli operatori sociali sulle tossicodipendenze;
- Centro nazionale di documentazione e analisi per l'infanzia e l'adolescenza;
- Commissione di indagine sull'esclusione sociale;
- ChildONEurope;
- L'Europe de l'enfance;
- Osservatorio nazionale dell'associazionismo;
- Osservatorio nazionale per il volontariato;
- Osservatorio nazionale per l'infanzia e l'adolescenza;
- Osservatorio per il disagio giovanile legato alle dipendenze;
- Commissione nazionale per la lotta contro l'Aids;
- Commissione per la vigilanza ed il controllo sul doping e per la tutela della salute nelle attività sportive;
- Commissione consultiva per i biocidi;
- Gruppo di lavoro sullo stato vegetativo e di minima coscienza;
- Commissione interministeriale in materia di biotecnologie;
- Centro nazionale prevenzione e controllo malattie (CCM);
- Commissione unica sui dispositivi medici (CUD);
- Tavolo di lavoro sugli interventi sanitari e di riabilitazione in favore delle persone con disabilità;
- Commissione nazionale per la formazione continua in medicina;
- Nucleo di valutazione e verifica degli investimenti pubblici in sanità;
- Comitato pari opportunità (CPO);
- Osservatorio nazionale per la libera professione intramuraria;
- Commissione sulla appropriatezza delle prescrizioni;
- Commissione nazionale per la definizione e l'aggiornamento dei livelli essenziali di assistenza;
- Gruppo paritetico per l'attuazione del programma "Guadagnare Salute";
- Commissione nazionale della ricerca sanitaria;
- Gruppo di lavoro tecnico - scientifico nel settore della ricerca biomedica;
- Consulta tecnica permanente per il sistema trasfusionale;
- Commissione per la protezione degli animali da allevamento e da macello;
- Comitato nazionale per la sicurezza alimentare (CNSA);
- Commissione Unica per la Dietetica e la Nutrizione;
- Commissione consultiva per i prodotti fitosanitari;
- Commissione consultiva per il rilascio delle licenze di pubblicità sanitaria.